# Décret de Gélase
Le Décret de Gélase (en latin : Decretum Gelasianum de libris recipiendis et non recipiendis ou De recipiendis libris) est une compilation de documents de diverses origines dont l'attribution est mise sous les noms des papes Damase Ier (366-384), Gélase Ier (492-496) et Hormisdas (514-523). Pour cette raison, on l'appelle parfois Pseudo-Décret de Gélase ou encore Décret gélasien. 
En joignant ces textes douteux, ou d'importance secondaire, à d'autres attribués à des personnages de premier plan, le rédacteur cherche à leur donner une autorité auxquels ils n'auraient pas accès autrement. En Occident, cette autorité pontificale a longtemps conféré au texte une forte influence, notamment la cinquième partie de l'ouvrage qui liste et condamne une série d'écrits apocryphes, depuis mis de côté et classés comme hétérodoxes.

## Présentation
Le Décret de Gélase est un document étonnant et complexe, dont le texte a été reproduit et recopié à de multiples reprises dont on conserve une centaine de manuscrits et qui a fait l'objet de nombreuses études. 
Il est composé de cinq parties.
La première (I) s'attache aux définitions dogmatiques de l'Esprit septiforme, ensuite des vingt-huit noms de Jésus et enfin du Saint-Esprit procédant du Père. La deuxième (II) liste les écrits reconnus par l’Église universelle. La troisième (III) contient une déclaration sur les trois sièges apostoliques : l'Église de Rome fondée par Pierre et sanctifiée par les martyrs de Pierre et Paul, l'Église d'Alexandrie fondée par Marc, disciple de Pierre, et l'Église d'Antioche fondée en premier par Pierre. La quatrième (IV) est une déclaration concernant autorités — conciles et pères — à reconnaitre par les fidèles ; elle comporte la mention d'auteurs douteux. Enfin, la cinquième (V) est une liste de livres « apocryphes » — à entendre ici comme « à rejeter » — qui donne son nom traditionnel à l'ensemble de la compilation : Decretum Gelasium de libris recipiendis et non recipiendis, parfois abrégé en De recipiendis libris connu en français sous les noms de Pseudo-Décret de Gélase ou encore Décret gélasien.

## Origine et datation
Tant l'origine que la datation du document sont problématiques de par la nature de sa composition. Les spécialistes proposent différentes points de vue à ce sujet.
Certains ont défendu l'unité du texte, estimant que c'est un document non officiel composé en Italie par une personne privée au VIe siècle. D'autres, plus récemment, estiment qu'il s'agit d'une juxtaposition de deux ou trois textes composés à des époques différentes : la partie I-III — conformément à son titre — serait alors de l'époque de Damase et relèverait des travaux du concile de Rome de 382 restitués dans un Décret de Damase tandis que la partie IV-V serait le fruit d'un particulier de Gaule méridionale vers le Ve ou VIe siècle ; certains voient la première partie I-III constituée elle-même de deux parties, la III datant de Damase et la I-II étant de composition plus tardive.

### Les apocryphes
En tout état de cause, pour la partie contenant la liste des apocryphes (V), tous s'accordent sur une rédaction vers l'an 500 par un particulier de Gaule méridionale.
Cette cinquième partie comporte une liste d'auteurs et d'écrits — souvent impossible à identifier — que le rédacteur affirme citer de mémoire et qui se déroule dans une certaine confusion et incohérence. C'est un pêle-mêle où se mélangent avis personnels du rédacteur et opinions de Jérôme de Stridon, où des incohérences font taxer d'« apocryphes » des documents orthodoxes repris dans la partie IV et qui semble avoir été composé au hasard des lectures de l'auteur, ce qui pourrait expliquer les nombreuses erreurs qu'il contient.
Le rédacteur a visiblement pour projet de composer un catalogue des documents interdits aux chrétiens, qui auraient été rédigés par des « hérétiques » ou des « schismatiques », qu'il confond . En joignant ces textes douteux, ou d'importance secondaire, à d'autres attribués à des personnages de premier plan — Gélase, dans le cas présent — le rédacteur cherche à leur conférer une autorité auxquels ils n'auraient pas accès autrement. La diffusion de l'ouvrage, bien qu'il n'ait jamais fait l'unanimité même en son temps, a ainsi nourri un a priori longtemps négatif et une grande suspicion vis-à-vis de la littérature apocryphe, du moins dans le christianisme occidental.